# Malcesine

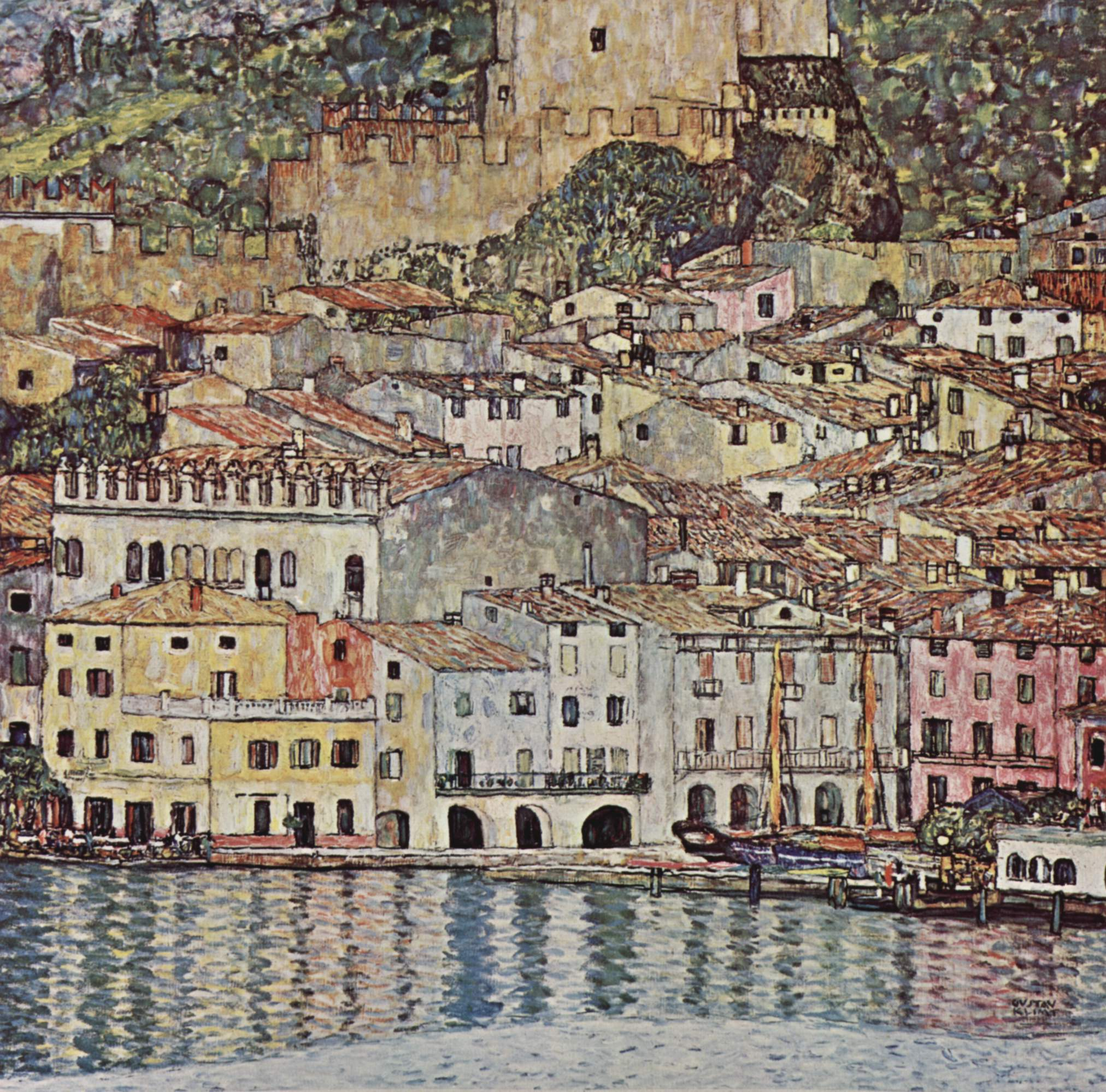
Gustav Klimt: Malcesine a Garda-tó felől

Malcesine (velenceiül Malsexen) olaszországi község (comune) a Garda-tó keleti partján, Verona megyében, Veneto régióban, 120 km-re Velencétől és mintegy 40 km távolságban Veronától.

## Földrajz

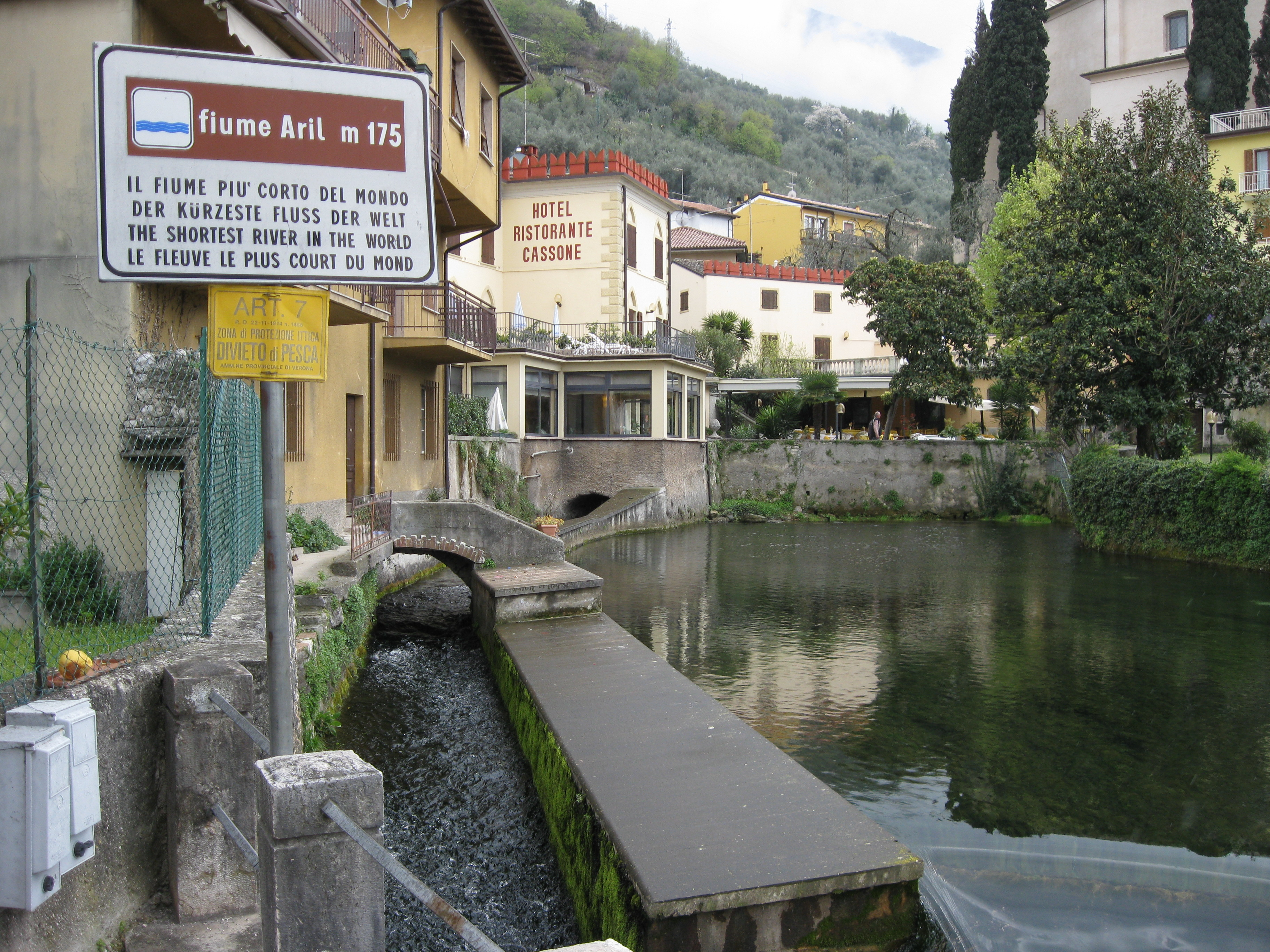
Az Aril folyó Cassonénál

Malcesine községe magába foglalja (északról dél felé haladva) a következő településeket: Navene, Campagnola, Malcesine, Val di Sogno és Cassone. Itt található a Monte Baldo csúcs és a Garda-tó két legnagyobb szigete az Isola di sogno és az Isola dell'olivo.

## Történelem
Az első ismert lakói a településnek az etruszkok voltak i. e. 500 körül. Majd Tiberius hódításai során a Római Birodalom fennhatósága alá került. Később a területet az osztrogótok, az allemannok és a longobardok is elfoglalták.
Az 5. és 6. században a longobardok várat építettek a mai Scaligero-vár helyén, azonban a frankok 590-ben azt lerombolták.
A 800-as években a magyarok a kalandozásaik során ezt a területet is feldúlták. A késő középkorban Verona majd Velence igazgatta a községet.
A Velencei fennhatóságot Napóleon hadjárata szüntette meg, majd az ő bukása után a Habsburg Birodalomhoz került, míg végül a Risorgimento (1866) során az Olasz Királyság része lett.

## Látnivalók
- Scaligero-kastély
- Palazzo dei Capitani
- Monte Baldo: A 2218 m magas hegyre felvonóval (funicolare) lehet felmenni, ahonnan lélegzetelállító látványt nyújt a Garda-tó és környéke.